# Podlanišče

## Splošno
Podlanišče je naselje v Občini Cerkno. V njem živi 153 prebivalcev. V Podlanišču, če zraven ne štejemo prelaza Kladje sploh ni strnjenega naselja. Temu je tako predvsem zaradi površinsko velikih domačij. 

## Maraton Franja
Največji slovenski kolesarski maraton, ki se začne v Ljubljani ga pot pelje tudi skozi vas Podlanišče. Prvi maraton je bil izveden 22. julija 1982. Za kolesarje je najtežji del maratona vedno 787 metrov visok prelaz Kladje.

## Rudnik bakra pod Škofjem
Pod hribom Škofje, ki leži v vasi Podlanišče je v 19. stoletju začel obratovati rudnik bakrove rude-Rudnik bakra pod Škofjem (Cesarski rudnik)